# Dili
Dili (portugisiska/tetum: Díli, indonesiska: Kota Dili) är huvudstad i Östtimor sedan landets självständighetsförklaring från Indonesien 2002. Staden hade 244 584 invånare (2015).

## Historia
Staden befolkades runt 1520 av portugiserna, som gjorde det till huvudstad i Portugisiska Timor 1596. Under andra världskriget ockuperades Dili av Japan, men området återgick efter kriget till att vara en portugisisk koloni.
Östtimor förklarade sig självständigt från Portugal den 28 november 1975, men nio dagar senare, den 7 december, invaderade indonesiska trupper Dili. 17 juli 1976 annekterade Indonesien Östtimor, under namnet Timor Timur, med Dili som huvudstad.
Ett brutalt krig bröt snart ut mellan indonesiska trupper och östtimorianska självständighetsgerilla, och tiotusentals civila dödades. Under denna tid styrdes visserligen Dili av indonesiska trupper, men staden var under ständig attack från östtimorianerna.
Medias rapportering från Dilimassakern 1991 gav på nytt internationellt stöd åt den östtimorianska självständighetsrörelsen, och 1999 placerades Östtimor under FN-övervakning. Den 20 maj 2002 blev Dili huvudstad i Östtimor.

## Klimat
Uppmätta normala temperaturer och -nederbörd i Dili:
|                                            | Jan   | Feb   | Mar   | Apr   | Maj  | Jun  | Jul  | Aug  | Sep  | Okt  | Nov  | Dec   |
| ------------------------------------------ | ----- | ----- | ----- | ----- | ---- | ---- | ---- | ---- | ---- | ---- | ---- | ----- |
| Normaldygnets maximitemperaturs medelvärde | 31,3  | 31,1  | 31,2  | 31,5  | 31,3 | 30,7 | 30,2 | 30,1 | 30,3 | 30,5 | 31,4 | 31,1  |
| Normaldygnets minimitemperaturs medelvärde | 24,1  | 24,1  | 23,5  | 23,5  | 22,8 | 21,9 | 20,8 | 20,1 | 20,5 | 21,5 | 23,0 | 23,6  |
|                                            |       |       |       |       |      |      |      |      |      |      |      |       |
| Nederbörd                                  | 139,5 | 138,7 | 132,7 | 104,3 | 74,9 | 58,4 | 20,1 | 12,1 | 9,0  | 12,8 | 61,4 | 144,9 |

| Diagram | temperaturer i °C • månadsnederbörd i mm | temperaturer i °C • månadsnederbörd i mm | temperaturer i °C • månadsnederbörd i mm | temperaturer i °C • månadsnederbörd i mm | temperaturer i °C • månadsnederbörd i mm | temperaturer i °C • månadsnederbörd i mm | temperaturer i °C • månadsnederbörd i mm | temperaturer i °C • månadsnederbörd i mm | temperaturer i °C • månadsnederbörd i mm | temperaturer i °C • månadsnederbörd i mm | temperaturer i °C • månadsnederbörd i mm | temperaturer i °C • månadsnederbörd i mm |
|         | 140 31 24                                | 139 31 24                                | 133 31 24                                | 104 32 24                                | 75 31 23                                 | 58 31 22                                 | 20 30 21                                 | 12 30 20                                 | 9 30 21                                  | 13 31 22                                 | 61 31 23                                 | 145 31 24                                |

## Vänorter
- Coimbra, Portugal
- Darwin, Australien
- Macao, Kina
- Okinawa, Japan
- Barcelona, Spanien
- São Paulo, Brasilien
- Sydney, Australien
- Manila, Filippinerna
- Canberra, Australien